# فرانزیسکا فان آلمزیک
فرانزیسکا فان آلمزیک (به انگلیسی: Franziska van Almsick) (زادهٔ ۵ آوریل ۱۹۷۸) شناگر اهل آلمان است.